# Dance poem
Dance poem is een compositie van Frank Bridge. Bridge had eerder een dansrapsodie geschreven, een aantal aan elkaar geregen melodieën en wilde in de Dance poem een soort balletmuziek componeren, die door een echt ballet zou kunnen worden uitgevoerd. Bridge bevond zich in de tijd van componeren onder invloed van de Franse componisten zoals Claude Debussy, Maurice Ravel en Gabriel Fauré. Vooral die eerste had een grote invloed op hem; Bridge speelde bijvoorbeeld Debussy's strijkkwartet.

## Secties
Dance poem is een serie aaneengeschakelde walsen in symfonische vorm (lees sonatevorm). Het basisthema komt dus steeds in andere gedaanten terug. Volgens die sonatevorm zijn er dan ook zes secties, die overeenkomen met de vier delen van de symfonie:
1. The dancer (de introductie): Tempo di valse
2. Allurement (de expositie): Lento e languido
3. Abandon: largamente -grazioso-
4. Tenderness: (ontwikkeling): Tempo di valse
5. Problem (teruggrijpen): A tempo, poco lento
6. Disillusion (coda): Vivo-presto

Bridge had zelf zijn twijfels over dit werk; hij vond het meer een probeersel. Hij vond het dan ook niet vreemd dat het publiek het enigszins moeilijk had met dit werk, het doet on-Brits aan. Het doet sterk denken aan La valse van Ravel, zonder het opzwepende karakter van dat werk. De eerste uitvoering vond plaats op 16 maart 1914 in Queen's Hall, de componist dirigeerde.

## Orkestratie
- 1 piccolo, 2 dwarsfluiten, 2 hobo's, 1 althobo 2 klarinetten, 1 basklarinet, 2 fagotten, 1 contrafagot
- 4 hoorns, 2 trompetten, 3 trombones, 1 tuba
- pauken, 2 à 3 man/vrouw percussie voor triangel, tamboerijn, gong, kleine trom, grote trom, bekkens, 1 harp
- violen, altviolen, celli, contrabassen

## Discografie
- Uitgave Chandos: BBC National Orchestra of Wales o.l.v. Richard Hickox, een opname van 2002